# Токусацу
Токусацу (яп. 特撮, букв. «спецэффекты») — киножанр, подразумевающий собой историю о супергероях (обычно в виде сериала). В этих сериалах присутствует большое количество спецэффектов. Этот жанр присутствует в Японии (наиболее массово), США, Таиланде, Филиппинах и Бразилии.
Токусацу также можно определить как «фантастическое кино со спецэффектами про супергероев».
Жанр возник в 1950-е годы. Обычно классический сериал в жанре токусацу повествует о том, как один или несколько героев, обладающих некими суперспособностями, используют свои силы для сражения с различными силами зла (от террористических организаций до армий демонов и пришельцев из космоса). Суперспособности герои получают от своих суперкостюмов или высокотехнологичных, или магических устройств, или будучи превращенными в киборгов и т. д. и т. п. Схватки героев с монстрами наполнены сценами применения боевых искусств, фантастического оружия и магии (в зависимости от конкретного сериала).

## Представители жанра
- «Super Sentai».
- Самым популярным японским токусацу считается «Ultraman», идущий с 1966 года.
- Вторым по популярности считается сериал «Наездник в маске».
- В западной культуре наиболее популярный представитель сериал «Могучие рейнджеры» (Адаптация Super Sentai начиная с Zyuranger).